# Agnesiella roxana
Agnesiella roxana är en insektsart som beskrevs av Irena Dworakowska 1982. Agnesiella roxana ingår i släktet Agnesiella och familjen dvärgstritar.
Artens utbredningsområde är Nepal. Inga underarter finns listade i Catalogue of Life.